# Liste der Nummer-eins-Hits in den USA (2008)
Dies ist eine Liste der Nummer-eins-Hits in den von Billboard ermittelten Charts in den USA (Hot 100) im Jahr 2008. In diesem Jahr gab es fünfzehn Nummer-eins-Singles und achtunddreißig Nummer-eins-Alben.

## Singles
| ← 2007 ← | Liste der Nummer-eins-Hits in den USA | Liste der Nummer-eins-Hits in den USA | Liste der Nummer-eins-Hits in den USA                                                                                    | 2009 →                    |
| \| Zeitraum \| Wo. ges. \| Interpret \| Titel Autor(en) \| Zusätzliche Informationen \| \| (Zeitraum, Wochen auf Platz eins, Interpret, Titel, Autor[en], zusätzliche Informationen) \| \| \| \| \| \| ----------------------------------------------------------------------------------------- \| -------- \| ---------------------------- \| ---------------------------------------------------------------------------------------------------------------------------- \| ------------------------- \| \| 1. Dezember 2007 – 4. Januar 2008 5 Wochen (insgesamt 5) \| 5 \| Alicia Keys \| No One[1] Alicia Keys, Kerry Brothers Jr., George M. Harry \| – \| \| 5. Januar 2008 – 14. März 2008 10 Wochen (insgesamt 10) \| 10 \| Flo Rida feat. T-Pain \| Low[2] Tramar Dillard, Faheem Najm \| – \| \| 15. März 2008 – 4. April 2008 3 Wochen (insgesamt 3) \| 3 \| Usher feat. Young Jeezy \| Love in This Club[3] Usher, Polow da Don, Young Jeezy, Lamar Taylor, Ryon Lovett, Keith Thomas, Darnell Dalton \| – \| \| 5. April 2008 – 11. April 2008 1 Woche (insgesamt 4) \| 4 \| Leona Lewis \| Bleeding Love[4] Jesse McCartney, Ryan Tedder \| – \| \| 12. April 2008 – 25. April 2008 2 Wochen (insgesamt 2) \| 2 \| Mariah Carey \| Touch My Body[5] Mariah Carey, Crystal Johnson, Terius Nash, Christopher Stewart \| – \| \| 26. April 2008 – 2. Mai 2008 1 Woche (insgesamt 4) \| 4 \| Leona Lewis \| Bleeding Love Jesse McCartney, Ryan Tedder \| – \| \| 3. Mai 2008 – 9. Mai 2008 1 Woche (insgesamt 5) \| 5 \| Lil Wayne feat. Static Major \| Lollipop[6] Dwayne Carter, Stephen Garrett, Darius Harrison, Jim Jonsin, Rex Zamor \| – \| \| 10. Mai 2008 – 23. Mai 2008 2 Wochen (insgesamt 4) \| 4 \| Leona Lewis \| Bleeding Love Jesse McCartney, Ryan Tedder \| – \| \| 24. Mai 2008 – 30. Mai 2008 1 Woche (insgesamt 1) \| 1 \| Rihanna \| Take a Bow[7] Mikkel S. Eriksen, Tor Erik Hermansen, Shaffer Smith \| – \| \| 31. Mai 2008 – 27. Juni 2008 4 Wochen (insgesamt 5) \| 5 \| Lil Wayne feat. Static Major \| Lollipop Dwayne Carter, Stephen Garrett, Darius Harrison, Jim Jonsin, Rex Zamor \| – \| \| 28. Juni 2008 – 4. Juli 2008 1 Woche (insgesamt 1) \| 1 \| Coldplay \| Viva la Vida[8] Guy Berryman, Jonny Buckland, Will Champion, Chris Martin \| – \| \| 5. Juli 2008 – 22. August 2008 7 Wochen (insgesamt 7) \| 7 \| Katy Perry \| I Kissed a Girl[9] Katy Perry, Lukasz Gottwald, Max Martin, Cathy Dennis \| – \| \| 23. August 2008 – 5. September 2008 2 Wochen (insgesamt 2) \| 2 \| Rihanna \| Disturbia[10] Brian Kennedy, Chris Brown, Robert Allen, Andre Merritt \| – \| \| 6. September 2008 – 26. September 2008 3 Wochen (insgesamt 7) \| 7 \| T.I. \| Whatever You Like[11] Clifford Harris, James Scheffer, David Siegel \| – \| \| 27. September 2008 – 3. Oktober 2008 1 Woche (insgesamt 1) \| 1 \| Pink \| So What[12] Pink, Max Martin, Shellback \| – \| \| 4. Oktober 2008 – 17. Oktober 2008 2 Wochen (insgesamt 7) \| 7 \| T.I. \| Whatever You Like Clifford Harris, James Scheffer, David Siegel \| – \| \| 18. Oktober 2008 – 24. Oktober 2008 1 Woche (insgesamt 6) \| 6 \| T.I. feat. Rihanna \| Live Your Life[13] Dan Bălan, Clifford Harris, Makeba Riddick, Justin Smith \| – \| \| 25. Oktober 2008 – 31. Oktober 2008 1 Woche (insgesamt 1) \| 1 \| Britney Spears \| Womanizer[14] Nikeshia Briscoe Rafael Akinyemi \| – \| \| 1. November 2008 – 14. November 2008 2 Wochen (insgesamt 7) \| 7 \| T.I. \| Whatever You Like Clifford Harris, James Scheffer, David Siegel \| – \| \| 15. November 2008 – 12. Dezember 2008 4 Wochen (insgesamt 6) \| 6 \| T.I. feat. Rihanna \| Live Your Life Dan Bălan, Clifford Harris, Makeba Riddick, Justin Smith \| – \| \| 13. Dezember 2008 – 19. Dezember 2008 1 Woche (insgesamt 4) \| 4 \| Beyoncé \| Single Ladies (Put a Ring on It)[15] Christopher "Tricky" Stewart, Terius "The-Dream" Nash, Thaddis Harrell, Beyoncé Knowles \| – \| \| 20. Dezember 2008 – 26. Dezember 2008 1 Woche (insgesamt 6) \| 6 \| T.I. feat. Rihanna \| Live Your Life Dan Bălan, Clifford Harris, Makeba Riddick, Justin Smith \| – \| |                                       |                                       | |                           |
| ← 2007 |                                       |                                       | | → 2009 →                  |
| Zeitraum | Wo. ges.                              | Interpret                             | Titel Autor(en) | Zusätzliche Informationen |
| (Zeitraum, Wochen auf Platz eins, Interpret, Titel, Autor[en], zusätzliche Informationen) |                                       |                                       | |                           |
| 1. Dezember 2007 – 4. Januar 2008 5 Wochen (insgesamt 5) | 5                                     | Alicia Keys                           | No One Alicia Keys, Kerry Brothers Jr., George M. Harry                                                                  | –                         |
| 5. Januar 2008 – 14. März 2008 10 Wochen (insgesamt 10) | 10                                    | Flo Rida feat. T-Pain                 | Low Tramar Dillard, Faheem Najm                                                                                          | –                         |
| 15. März 2008 – 4. April 2008 3 Wochen (insgesamt 3) | 3                                     | Usher feat. Young Jeezy               | Love in This Club Usher, Polow da Don, Young Jeezy, Lamar Taylor, Ryon Lovett, Keith Thomas, Darnell Dalton              | –                         |
| 5. April 2008 – 11. April 2008 1 Woche (insgesamt 4) | 4                                     | Leona Lewis                           | Bleeding Love Jesse McCartney, Ryan Tedder                                                                               | –                         |
| 12. April 2008 – 25. April 2008 2 Wochen (insgesamt 2) | 2                                     | Mariah Carey                          | Touch My Body Mariah Carey, Crystal Johnson, Terius Nash, Christopher Stewart                                            | –                         |
| 26. April 2008 – 2. Mai 2008 1 Woche (insgesamt 4) | 4                                     | Leona Lewis                           | Bleeding Love Jesse McCartney, Ryan Tedder                                                                               | –                         |
| 3. Mai 2008 – 9. Mai 2008 1 Woche (insgesamt 5) | 5                                     | Lil Wayne feat. Static Major          | Lollipop Dwayne Carter, Stephen Garrett, Darius Harrison, Jim Jonsin, Rex Zamor                                          | –                         |
| 10. Mai 2008 – 23. Mai 2008 2 Wochen (insgesamt 4) | 4                                     | Leona Lewis                           | Bleeding Love Jesse McCartney, Ryan Tedder                                                                               | –                         |
| 24. Mai 2008 – 30. Mai 2008 1 Woche (insgesamt 1) | 1                                     | Rihanna                               | Take a Bow Mikkel S. Eriksen, Tor Erik Hermansen, Shaffer Smith                                                          | –                         |
| 31. Mai 2008 – 27. Juni 2008 4 Wochen (insgesamt 5) | 5                                     | Lil Wayne feat. Static Major          | Lollipop Dwayne Carter, Stephen Garrett, Darius Harrison, Jim Jonsin, Rex Zamor                                          | –                         |
| 28. Juni 2008 – 4. Juli 2008 1 Woche (insgesamt 1) | 1                                     | Coldplay                              | Viva la Vida Guy Berryman, Jonny Buckland, Will Champion, Chris Martin                                                   | –                         |
| 5. Juli 2008 – 22. August 2008 7 Wochen (insgesamt 7) | 7                                     | Katy Perry                            | I Kissed a Girl Katy Perry, Lukasz Gottwald, Max Martin, Cathy Dennis                                                    | –                         |
| 23. August 2008 – 5. September 2008 2 Wochen (insgesamt 2) | 2                                     | Rihanna                               | Disturbia Brian Kennedy, Chris Brown, Robert Allen, Andre Merritt                                                        | –                         |
| 6. September 2008 – 26. September 2008 3 Wochen (insgesamt 7) | 7                                     | T.I.                                  | Whatever You Like Clifford Harris, James Scheffer, David Siegel                                                          | –                         |
| 27. September 2008 – 3. Oktober 2008 1 Woche (insgesamt 1) | 1                                     | Pink                                  | So What Pink, Max Martin, Shellback                                                                                      | –                         |
| 4. Oktober 2008 – 17. Oktober 2008 2 Wochen (insgesamt 7) | 7                                     | T.I.                                  | Whatever You Like Clifford Harris, James Scheffer, David Siegel                                                          | –                         |
| 18. Oktober 2008 – 24. Oktober 2008 1 Woche (insgesamt 6) | 6                                     | T.I. feat. Rihanna                    | Live Your Life Dan Bălan, Clifford Harris, Makeba Riddick, Justin Smith                                                  | –                         |
| 25. Oktober 2008 – 31. Oktober 2008 1 Woche (insgesamt 1) | 1                                     | Britney Spears                        | Womanizer Nikeshia Briscoe Rafael Akinyemi                                                                               | –                         |
| 1. November 2008 – 14. November 2008 2 Wochen (insgesamt 7) | 7                                     | T.I.                                  | Whatever You Like Clifford Harris, James Scheffer, David Siegel                                                          | –                         |
| 15. November 2008 – 12. Dezember 2008 4 Wochen (insgesamt 6) | 6                                     | T.I. feat. Rihanna                    | Live Your Life Dan Bălan, Clifford Harris, Makeba Riddick, Justin Smith                                                  | –                         |
| 13. Dezember 2008 – 19. Dezember 2008 1 Woche (insgesamt 4) | 4                                     | Beyoncé                               | Single Ladies (Put a Ring on It) Christopher "Tricky" Stewart, Terius "The-Dream" Nash, Thaddis Harrell, Beyoncé Knowles | –                         |
| 20. Dezember 2008 – 26. Dezember 2008 1 Woche (insgesamt 6) | 6                                     | T.I. feat. Rihanna                    | Live Your Life Dan Bălan, Clifford Harris, Makeba Riddick, Justin Smith                                                  | –                         |

## Alben
| ← 2007 ← | Liste der Nummer-eins-Alben in den USA | Liste der Nummer-eins-Alben in den USA | Liste der Nummer-eins-Alben in den USA    | 2009 → |
| \| Zeitraum \| Wo. ges. \| Interpret \| Titel \| Zusätzliche Informationen \| \| (Zeitraum, Wochen auf Platz eins, Interpret, Titel, zusätzliche Informationen) \| \| \| \| \| \| ------------------------------------------------------------------------------ \| -------- \| ---------------------------------- \| --------------------------------------------- \| -------------------------------------------------------------------------------------------------------------------- \| \| 29. Dezember 2007 – 11. Januar 2008 2 Wochen (insgesamt 5) \| 5 \| Josh Groban \| Noël[16] \| – \| \| 12. Januar 2008 – 18. Januar 2008 1 Woche (insgesamt 1) \| 1 \| Mary J. Blige \| Growing Pains[17] \| – \| \| 19. Januar 2008 – 25. Januar 2008 1 Woche (insgesamt 1) \| 1 \| Radiohead \| In Rainbows[18] \| – \| \| 26. Januar 2008 – 8. Februar 2008 2 Wochen (insgesamt 4) \| 4 \| Alicia Keys \| As I Am[19] \| – \| \| 9. Februar 2008 – 15. Februar 2008 1 Woche (insgesamt 1) \| 1 \| Original Motion Picture Soundtrack \| Juno[20] \| Soundtrack zum Film Juno mit unter anderem Kimya Dawson, Belle and Sebastian und Cat Power. \| \| 16. Februar 2008 – 22. Februar 2008 1 Woche (insgesamt 4) \| 4 \| Alicia Keys \| As I Am \| – \| \| 23. Februar 2008 – 14. März 2008 3 Wochen (insgesamt 3) \| 3 \| Jack Johnson \| Sleep Through the Static[21] \| – \| \| 15. März 2008 – 21. März 2008 1 Woche (insgesamt 1) \| 1 \| Janet Jackson \| Discipline[22] \| – \| \| 22. März 2008 – 28. März 2008 1 Woche (insgesamt 1) \| 1 \| Alan Jackson \| Good Time[23] \| – \| \| 29. März 2008 – 4. April 2008 1 Woche (insgesamt 1) \| 1 \| Rick Ross \| Trilla[24] \| – \| \| 5. April 2008 – 11. April 2008 1 Woche (insgesamt 1) \| 1 \| Danity Kane \| Welcome to the Dollhouse[25] \| – \| \| 12. April 2008 – 18. April 2008 1 Woche (insgesamt 1) \| 1 \| Day26 \| Day26[26] \| – \| \| 19. April 2008 – 25. April 2008 1 Woche (insgesamt 1) \| 1 \| George Strait \| Troubadour[27] \| – \| \| 26. April 2008 – 2. Mai 2008 1 Woche (insgesamt 1) \| 1 \| Leona Lewis \| Spirit[28] \| – \| \| 3. Mai 2008 – 16. Mai 2008 2 Wochen (insgesamt 2) \| 2 \| Mariah Carey \| E=MC²[29] \| – \| \| 17. Mai 2008 – 23. Mai 2008 1 Woche (insgesamt 1) \| 1 \| Madonna \| Hard Candy[30] \| – \| \| 24. Mai 2008 – 30. Mai 2008 1 Woche (insgesamt 1) \| 1 \| Neil Diamond \| Home Before Dark[31] \| – \| \| 31. Mai 2008 – 6. Juni 2008 1 Woche (insgesamt 1) \| 1 \| Death Cab For Cutie \| Narrow Stairs[32] \| – \| \| 7. Juni 2008 – 13. Juni 2008 1 Woche (insgesamt 1) \| 1 \| 3 Doors Down \| 3 Doors Down[33] \| – \| \| 14. Juni 2008 – 20. Juni 2008 1 Woche (insgesamt 1) \| 1 \| Usher \| Here I Stand[34] \| – \| \| 21. Juni 2008 – 27. Juni 2008 1 Woche (insgesamt 1) \| 1 \| Disturbed \| Indestructible[35] \| – \| \| 28. Juni 2008 – 4. Juli 2008 1 Woche (insgesamt 1) \| 1 \| Lil Wayne \| Tha Carter III[36] \| – \| \| 5. Juli 2008 – 18. Juli 2008 2 Wochen (insgesamt 2) \| 2 \| Coldplay \| Viva la Vida or Death and All His Friends[37] \| – \| \| 19. Juli 2008 – 1. August 2008 2 Wochen (insgesamt 3) \| 3 \| Lil Wayne \| Tha Carter III \| – \| \| 2. August 2008 – 8. August 2008 1 Woche (insgesamt 1) \| 1 \| Nas \| Untitled[38] \| – \| \| 9. August 2008 – 15. August 2008 1 Woche (insgesamt 1) \| 1 \| Miley Cyrus \| Breakout[39] \| – \| \| 16. August 2008 – 22. August 2008 1 Woche (insgesamt 1) \| 1 \| Sugarland \| Love on the Inside[40] \| – \| \| 23. August 2008 – 29. August 2008 1 Woche (insgesamt 1) \| 1 \| Original Motion Picture Soundtrack \| Mamma Mia![41] \| Soundtrack zur Filmversion des Musicals Mamma Mia!, der aus ABBA-Songs gesungen von der Besetzung des Films besteht. \| \| 30. August 2008 – 12. September 2008 2 Wochen (insgesamt 2) \| 2 \| Jonas Brothers \| A Little Bit Longer[42] \| – \| \| 13. September 2008 – 19. September 2008 1 Woche (insgesamt 1) \| 1 \| Slipknot \| All Hope Is Gone[43] \| – \| \| 20. September 2008 – 26. September 2008 1 Woche (insgesamt 1) \| 1 \| Young Jeezy \| The Recession[44] \| – \| \| 27. September 2008 – 17. Oktober 2008 3 Wochen (insgesamt 3) \| 3 \| Metallica \| Death Magnetic[45] \| – \| \| 18. Oktober 2008 – 31. Oktober 2008 2 Wochen (insgesamt 2) \| 2 \| T.I. \| Paper Trail[46] \| – \| \| 1. November 2008 – 7. November 2008 1 Woche (insgesamt 1) \| 1 \| Kenny Chesney \| Lucky Old Sun[47] \| – \| \| 8. November 2008 – 21. November 2008 2 Wochen (insgesamt 2) \| 2 \| AC/DC \| Black Ice[48] \| – \| \| 22. November 2008 – 28. November 2008 1 Woche (insgesamt 1) \| 1 \| Original Motion Picture Soundtrack \| Twilight[49] \| Soundtrack zum Film Twilight – Biss zum Morgengrauen. \| \| 29. November 2008 – 5. Dezember 2008 1 Woche (insgesamt 1) \| 1 \| Taylor Swift \| Fearless[50] \| – \| \| 6. Dezember 2008 – 12. Dezember 2008 1 Woche (insgesamt 1) \| 1 \| Beyoncé \| I Am … Sasha Fierce[51] \| – \| \| 13. Dezember 2008 – 19. Dezember 2008 1 Woche (insgesamt 1) \| 1 \| Kanye West \| 808s & Heartbreak[52] \| – \| \| 20. Dezember 2008 – 26. Dezember 2008 1 Woche (insgesamt 1) \| 1 \| Britney Spears \| Circus[53] \| – \| |                                        |                                        |                                           | |
| ← 2007 |                                        |                                        |                                           | → 2009 → |
| Zeitraum | Wo. ges.                               | Interpret                              | Titel                                     | Zusätzliche Informationen                                                                                            |
| (Zeitraum, Wochen auf Platz eins, Interpret, Titel, zusätzliche Informationen) |                                        |                                        |                                           | |
| 29. Dezember 2007 – 11. Januar 2008 2 Wochen (insgesamt 5) | 5                                      | Josh Groban                            | Noël                                      | – |
| 12. Januar 2008 – 18. Januar 2008 1 Woche (insgesamt 1) | 1                                      | Mary J. Blige                          | Growing Pains                             | – |
| 19. Januar 2008 – 25. Januar 2008 1 Woche (insgesamt 1) | 1                                      | Radiohead                              | In Rainbows                               | – |
| 26. Januar 2008 – 8. Februar 2008 2 Wochen (insgesamt 4) | 4                                      | Alicia Keys                            | As I Am                                   | – |
| 9. Februar 2008 – 15. Februar 2008 1 Woche (insgesamt 1) | 1                                      | Original Motion Picture Soundtrack     | Juno                                      | Soundtrack zum Film Juno mit unter anderem Kimya Dawson, Belle and Sebastian und Cat Power.                          |
| 16. Februar 2008 – 22. Februar 2008 1 Woche (insgesamt 4) | 4                                      | Alicia Keys                            | As I Am                                   | – |
| 23. Februar 2008 – 14. März 2008 3 Wochen (insgesamt 3) | 3                                      | Jack Johnson                           | Sleep Through the Static                  | – |
| 15. März 2008 – 21. März 2008 1 Woche (insgesamt 1) | 1                                      | Janet Jackson                          | Discipline                                | – |
| 22. März 2008 – 28. März 2008 1 Woche (insgesamt 1) | 1                                      | Alan Jackson                           | Good Time                                 | – |
| 29. März 2008 – 4. April 2008 1 Woche (insgesamt 1) | 1                                      | Rick Ross                              | Trilla                                    | – |
| 5. April 2008 – 11. April 2008 1 Woche (insgesamt 1) | 1                                      | Danity Kane                            | Welcome to the Dollhouse                  | – |
| 12. April 2008 – 18. April 2008 1 Woche (insgesamt 1) | 1                                      | Day26                                  | Day26                                     | – |
| 19. April 2008 – 25. April 2008 1 Woche (insgesamt 1) | 1                                      | George Strait                          | Troubadour                                | – |
| 26. April 2008 – 2. Mai 2008 1 Woche (insgesamt 1) | 1                                      | Leona Lewis                            | Spirit                                    | – |
| 3. Mai 2008 – 16. Mai 2008 2 Wochen (insgesamt 2) | 2                                      | Mariah Carey                           | E=MC²                                     | – |
| 17. Mai 2008 – 23. Mai 2008 1 Woche (insgesamt 1) | 1                                      | Madonna                                | Hard Candy                                | – |
| 24. Mai 2008 – 30. Mai 2008 1 Woche (insgesamt 1) | 1                                      | Neil Diamond                           | Home Before Dark                          | – |
| 31. Mai 2008 – 6. Juni 2008 1 Woche (insgesamt 1) | 1                                      | Death Cab For Cutie                    | Narrow Stairs                             | – |
| 7. Juni 2008 – 13. Juni 2008 1 Woche (insgesamt 1) | 1                                      | 3 Doors Down                           | 3 Doors Down                              | – |
| 14. Juni 2008 – 20. Juni 2008 1 Woche (insgesamt 1) | 1                                      | Usher                                  | Here I Stand                              | – |
| 21. Juni 2008 – 27. Juni 2008 1 Woche (insgesamt 1) | 1                                      | Disturbed                              | Indestructible                            | – |
| 28. Juni 2008 – 4. Juli 2008 1 Woche (insgesamt 1) | 1                                      | Lil Wayne                              | Tha Carter III                            | – |
| 5. Juli 2008 – 18. Juli 2008 2 Wochen (insgesamt 2) | 2                                      | Coldplay                               | Viva la Vida or Death and All His Friends | – |
| 19. Juli 2008 – 1. August 2008 2 Wochen (insgesamt 3) | 3                                      | Lil Wayne                              | Tha Carter III                            | – |
| 2. August 2008 – 8. August 2008 1 Woche (insgesamt 1) | 1                                      | Nas                                    | Untitled                                  | – |
| 9. August 2008 – 15. August 2008 1 Woche (insgesamt 1) | 1                                      | Miley Cyrus                            | Breakout                                  | – |
| 16. August 2008 – 22. August 2008 1 Woche (insgesamt 1) | 1                                      | Sugarland                              | Love on the Inside                        | – |
| 23. August 2008 – 29. August 2008 1 Woche (insgesamt 1) | 1                                      | Original Motion Picture Soundtrack     | Mamma Mia!                                | Soundtrack zur Filmversion des Musicals Mamma Mia!, der aus ABBA-Songs gesungen von der Besetzung des Films besteht. |
| 30. August 2008 – 12. September 2008 2 Wochen (insgesamt 2) | 2                                      | Jonas Brothers                         | A Little Bit Longer                       | – |
| 13. September 2008 – 19. September 2008 1 Woche (insgesamt 1) | 1                                      | Slipknot                               | All Hope Is Gone                          | – |
| 20. September 2008 – 26. September 2008 1 Woche (insgesamt 1) | 1                                      | Young Jeezy                            | The Recession                             | – |
| 27. September 2008 – 17. Oktober 2008 3 Wochen (insgesamt 3) | 3                                      | Metallica                              | Death Magnetic                            | – |
| 18. Oktober 2008 – 31. Oktober 2008 2 Wochen (insgesamt 2) | 2                                      | T.I.                                   | Paper Trail                               | – |
| 1. November 2008 – 7. November 2008 1 Woche (insgesamt 1) | 1                                      | Kenny Chesney                          | Lucky Old Sun                             | – |
| 8. November 2008 – 21. November 2008 2 Wochen (insgesamt 2) | 2                                      | AC/DC                                  | Black Ice                                 | – |
| 22. November 2008 – 28. November 2008 1 Woche (insgesamt 1) | 1                                      | Original Motion Picture Soundtrack     | Twilight                                  | Soundtrack zum Film Twilight – Biss zum Morgengrauen.                                                                |
| 29. November 2008 – 5. Dezember 2008 1 Woche (insgesamt 1) | 1                                      | Taylor Swift                           | Fearless                                  | – |
| 6. Dezember 2008 – 12. Dezember 2008 1 Woche (insgesamt 1) | 1                                      | Beyoncé                                | I Am … Sasha Fierce                       | – |
| 13. Dezember 2008 – 19. Dezember 2008 1 Woche (insgesamt 1) | 1                                      | Kanye West                             | 808s & Heartbreak                         | – |
| 20. Dezember 2008 – 26. Dezember 2008 1 Woche (insgesamt 1) | 1                                      | Britney Spears                         | Circus                                    | – |

## Jahreshitparaden
| ← 2007 ← | Liste der Nummer-eins-Hits in den USA | Liste der Nummer-eins-Hits in den USA              | Liste der Nummer-eins-Hits in den USA | 2009 →   |
| \| Singles \| Position# \| Alben \| \| ---------------------------------------------------------------------------------------------------------------------------------- \| --------- \| -------------------------------------------------- \| \| Low Flo Rida feat. T-Pain Tramar Dillard, Faheem Najm \| 1 \| As I Am Alicia Keys \| \| Bleeding Love Leona Lewis Jesse McCartney, Ryan Tedder \| 2 \| Noel Josh Groban \| \| No One Alicia Keys Alicia Keys, Kerry Brothers Jr., George M. Harry \| 3 \| Tha Carter III Lil Wayne \| \| Lollipop Lil Wayne feat. Static Major Dwayne Carter, Stephen Garrett, Darius Harrison, Jim Jonsin, Rex Zamor \| 4 \| Long Road Out of Heaven The Eagles \| \| Apologize Timbaland feat. One Republic Ryan Tedder \| 5 \| Taylor Swift \| \| No Air Jordin Sparks Duet with Chris Brown Harvey Mason Jr., Damon Thomas, James Fauntleroy II, Erik Griggs \| 6 \| Rock N Roll Jesus Kid Rock \| \| Love Song Sara Bareilles \| 7 \| Viva la Vida or Death and All His Friends Coldplay \| \| Love in This Club Usher feat. Young Jeezy Usher, Jamal Jones, Young Jeezy, Lamar Taylor, Ryon Lovett, Keith Thomas, Darnell Dalton \| 8 \| Now 26 Various Artists \| \| With You Chris Brown Johntá Austin, Espen Lind, Amund Bjørklund, Mikkel S. Eriksen, Tor Erik Hermansen \| 9 \| Carnival Ride Carrie Underwood \| \| Forever Chris Brown Chris Brown, Jamal Jones, Brian Kennedy, Andre Merritt, Rob Allen \| 10 \| The Ultimate Hits Garth Brooks \| |                                       |                                                    |                                       |          |
| ← 2007 |                                       |                                                    |                                       | → 2009 → |
| Singles | Position#                             | Alben                                              |                                       |          |
| Low Flo Rida feat. T-Pain Tramar Dillard, Faheem Najm | 1                                     | As I Am Alicia Keys                                |                                       |          |
| Bleeding Love Leona Lewis Jesse McCartney, Ryan Tedder | 2                                     | Noel Josh Groban                                   |                                       |          |
| No One Alicia Keys Alicia Keys, Kerry Brothers Jr., George M. Harry | 3                                     | Tha Carter III Lil Wayne                           |                                       |          |
| Lollipop Lil Wayne feat. Static Major Dwayne Carter, Stephen Garrett, Darius Harrison, Jim Jonsin, Rex Zamor | 4                                     | Long Road Out of Heaven The Eagles                 |                                       |          |
| Apologize Timbaland feat. One Republic Ryan Tedder | 5                                     | Taylor Swift                                       |                                       |          |
| No Air Jordin Sparks Duet with Chris Brown Harvey Mason Jr., Damon Thomas, James Fauntleroy II, Erik Griggs | 6                                     | Rock N Roll Jesus Kid Rock                         |                                       |          |
| Love Song Sara Bareilles | 7                                     | Viva la Vida or Death and All His Friends Coldplay |                                       |          |
| Love in This Club Usher feat. Young Jeezy Usher, Jamal Jones, Young Jeezy, Lamar Taylor, Ryon Lovett, Keith Thomas, Darnell Dalton | 8                                     | Now 26 Various Artists                             |                                       |          |
| With You Chris Brown Johntá Austin, Espen Lind, Amund Bjørklund, Mikkel S. Eriksen, Tor Erik Hermansen | 9                                     | Carnival Ride Carrie Underwood                     |                                       |          |
| Forever Chris Brown Chris Brown, Jamal Jones, Brian Kennedy, Andre Merritt, Rob Allen | 10                                    | The Ultimate Hits Garth Brooks                     |                                       |          |